# Ceraspis citrina
Ceraspis citrina är en skalbaggsart som beskrevs av Blanchard 1850. Ceraspis citrina ingår i släktet Ceraspis och familjen Melolonthidae. Inga underarter finns listade i Catalogue of Life.